# الحسنية (وادي الصفراء)
الحسنية قرية من قرى وادي الصفراء، تقع غرب المدينة المنورة بمسافة حوالي 120 كم، وتتبع إداريا محافظة بدر والواقعة غرب منطقة المدينة المنورة في السعودية.